# Blueprint (Soundtrack)
Blueprint ist ein Doppelalbum mit der Filmmusik zum deutschen Spielfilm Blueprint aus dem Jahr 2003 von Rolf Schübel. Die erste CD enthält den von Detlef Friedrich Petersen komponierten und mit den Hamburger Symphonikern eingespielten Score, die zweite CD präsentiert klassische Klavierwerke, zusammengestellt und interpretiert von Susanne Kessel. Das Album wurde 2004 bei BMG Berlin Musik veröffentlicht.

## Hintergrund
Im Film spielt Franka Potente die Pianistin Iris Sellin und deren Klon-Tochter Siri. Die Klavierpassagen wurden von Susanne Kessel eingespielt, die Potente für die Nahaufnahmen am Klavier außerdem on-screen gedoubelt hat.
Der Score wurde von Detlef Friedrich Petersen komponiert und produziert. Die Aufnahmen erfolgten unter Mitwirkung der Hamburger Symphoniker unter der Leitung von Frank Strobel. Der Song The Truth Lies wurde von der US-amerikanischen Sängerin Dana Glover komponiert und getextet. Sie ist auch die Sängerin des Stücks.
Der Cellist Guido Schiefen spielte das Cello in „Fantasiestück, Op. 73, Nr. 2, für Violoncello & Klavier“ (CD 2, Track 5). Der Pianist James Maddox spielte zusammen mit Susanne Kessel Debussys „En blanc et noir“ für zwei Klaviere (CD 2, Track 6).

## Rezeption
Welt am Sonntag schreibt über Susanne Kessel, sie sei Franka Potentes klavierspielendes Double, „das gekonnt verhindert, dass dieser Film in jenes so unerträgliche wie gängige Schauspieler-simuliert-Musiker-Getue abgleitet“ und „Man könnte kurz und knapp antworten, dass Susanne Kessel eine interessante deutsche Pianistin ist, die vor Experimenten nicht zurückscheut … Kaum ist die Musik zum Film auf CD erschienen, schon schnellen auch die Verkaufszahlen der anderen Kessel-Aufnahmen in die Höhe“.
Obst-Music / Kölnische Rundschau bezeichnet „den deutschen Film ‚Blueprint‘ als Ausnahme: Soundtrack und sämtliche Klavierszenen stammen aus einer Hand – und sind wohl auch deshalb so überzeugend“.
Die Berliner Zeitung beschreibt Susanne Kessel als „eine der wichtigsten Figuren von ‚Blueprint‘, zumindest musikalisch gesehen“.
Highlightzone urteilt „Insgesamt hinterlässt diese Doppel-CD einen vielschichtigeren Eindruck als der zugehörige Film“.

## Titelliste

### CD 1 – Original Soundtrack
1. Siri’s Theme – 1:04
2. The Truth Lies – 3:44 (Single Version, Dana Glover)
3. Im Wald – 4:10
4. Thema aus Sonate A-Dur – 2:01
5. Klonen – 2:57
6. Romance – 1:46
7. Wünscheturm – 3:11
8. Fuge a-Moll, BWV 904 – 3:51
9. Für Siri, Fantasie für Klavier und Orchester – 6:32
10. Suddenly Emotion – 4:23
11. Muttermal – 1:51
12. Hearts – 4:18 (Klangkraftwelten)
13. Spiegelung – 1:44
14. The Truth Lies (Ballad) – 3:15

### CD 2 – Classic Soundtrack (Susanne Kessel, Klavier)
1. Für Siri, Fantasie für Klavier und Orchester – 6:29 (Detlef Friedrich Petersen)
2. Fuge a-Moll, BWV 904 – 3:51 (Johann Sebastian Bach)
3. „Der Doppelgänger“ (Liedtranskription) – 5:18 (Franz Schubert / Franz Liszt)
4. „Duetto“ aus: Lieder ohne Worte, Op. 38 – 4:33 (Felix Mendelssohn Bartholdy)
5. Fantasiestück, Op. 73, Nr. 2, für Violoncello & Klavier – 3:19 (Robert Schumann)
6. En blanc et noir für zwei Klaviere – 4:18 (Claude Debussy)
7. Grande Sonate Pathétique c-Moll, Op. 13 – Grave / Allegro molto e con brio – 9:05 (Ludwig van Beethoven)
8. Grande Sonate Pathétique c-Moll, Op. 13 – Adagio – 5:16 (Ludwig van Beethoven)
9. Grande Sonate Pathétique c-Moll, Op. 13 – Rondo: Allegro – 4:53 (Ludwig van Beethoven)
10. In a Landscape – 12:01 (John Cage)